# Киев-30
Киев-30 — советский миниатюрный (микроформатный) шкальный фотоаппарат, выпускавшийся на киевском заводе «Арсенал» с 1975 по 1987 год.
Являлся продолжением семейства фотоаппаратов «Киев-Вега» и «Вега-2».
Фактически представляет модифицированную камеру «Вега-2» с увеличенным до 13×17 мм размером кадра.

## Технические данные
- В фотоаппарате применяется 16-мм неперфорированная или перфорированная (можно было использовать плёнку стандарта 2х8 Супер, с обычной перфорацией плёнка 2х8 и 16 мм не годилась, так как перфорации попадали на кадр) фото- или киноплёнка в пластмассовой кассете от фотоаппарата «Вега-2», внешне похожей на кассету типа 110. Кассета рассчитана на 25 кадров размером 13×17 мм. Обратная перемотка плёнки невозможна. Возможна в любое время смена кассеты, при этом засвечивалась только небольшая часть фотоплёнки (около 20 мм).
- Корпус — металлический, состоит из наружного съёмного кожуха и внутреннего светонепроницаемого корпуса, в котором находится объектив, затвор, механизм перемотки плёнки. Во внешнем съёмном алюминиевом кожухе находится видоискатель, в транспортном положении кожух закрывает кнопку спуска, затвор, объектив и кольцо фокусировки. Взвод затвора и перемотка плёнки производится вдвижением-выдвижением внутреннего корпуса фотоаппарата в кожух.
- Затвор шторный, с горизонтальным движением металлических шторок. Расположен перед объективом. Затвор имеет постоянную щель, длительность выдержки регулируется изменением скорости движения шторок. Возможна отработка только трёх выдержек — 1/30, 1/60 и 1/200 секунды. Во взведённом состоянии на шторке видна метка красного цвета. Установка выдержек — кольцом, выведенным на боковую стенку камеры.
- Счётчик кадров автоматический самосбрасывающийся.
- На внутреннем корпусе установлен синхроконтакт «Х», выдержка синхронизации — любая. Обойма для фотовспышки отсутствует.
- Видоискатель рамочный, визирование возможно только при выдвинутом кожухе.
- Объектив «Индустар-М», просветлённый, относительное отверстие 1:3,5, фокусное расстояние 23 мм.
- Диафрагма двухлепестковая, с квадратным отверстием диафрагмы. Управление — кольцом, выведенным на боковую стенку камеры.
- На внешнем кожухе находится калькулятор — табличный экспонометр для приблизительного определения выдержки и диафрагмы по погодным условиям.
- Фотоаппарат комплектовался мягким чехлом и темляком. В комплект входил диск для наиболее распространённого в те годы односпирального фотобачка. Отдельно продавался резак для самостоятельного изготовления 16-мм фотоплёнки из 35-миллиметровой.
- Штативное гнездо отсутствует. В отличие от предшествующих моделей светофильтрами не комплектовался, крепление для светофильтров отсутствует.
- Стоимость фотоаппарата в 1983 году — 30 рублей.

## Галерея
- «Киев-30» в рабочем положении
- «Киев-30» в раскрытом виде
- Кассета фотоаппарата «Киев-30»
- «Киев-30М»

## Модификация и следующая модель
- «Киев-30М» — фотоаппарат без синхроконтакта.
- «Киев-303» — модификация фотоаппарата «Киев-30» с изменённым дизайном, без синхроконтакта и внешним кожухом из пластмассы.
- В художественном телефильме «Анискин и Фантомас» герой фильма Лютиков (артист Валерий Носик) пользуется фотоаппаратом «Киев-30», выдавая себя за детектива-любителя.
- В фильме «Приключения Электроника» герой фильма Урри (артист Николай Караченцов) делает «шпионские» фотографии Электроника и Сыроежкина фотоаппаратом «Киев-30».